# Ad Wouters
Ad Wouters est un sculpteur, né aux Pays-Bas, qui est actif en Belgique au sud de Louvain. Wouters est connu pour ses sculptures en bois de chêne. Il a également créé quelques œuvres en pierre, en métal et même de déchets récupérés.

## Biographie
Wouters est né à Dordrecht. Depuis ses 13 ans, il a travaillé dans la construction. À ses 22 ans il a voyagé en Afrique avec l'organisation de charité belge Bouworde. Après ce séjour il s'est installé à Haasrode, où il est devenu restaurateur de bâtiments. À cause d'un accident de travail aux années 1990 il est devenu incapacité de travailler des jours complets. Wouters s'est développé comme artiste depuis lors.

## Style
Wouters crée des sculptures, la plupart du temps de troncs d'arbre  ou des matériaux de récupération. Wouters a créé sa première sculpture en bois accessible au grand public, De Bosprotter en commission des gardes forestiers du Bois de Meerdaal dans l'an 2000. Elle s'y trouve dans la compagnie d'autres sculptures. Depuis lors Wouters a continué d'en créer maintes davantage.
Wouters expose ses œuvres librement et ne les propose pas en vente.

## Sentier de Ad
Depuis le 5 octobre 2008 un itinéraire a été décrit, qui mène le promeneur ou cycliste le long des œuvres d'art de Wouters. Ce Sentier de Ad propose une randonnée de 25 kilomètres en Heverleebos et la forêt de Meerdaal.
Le Sentier de Ad passe par les sculptures suivantes, :
- Ignatius (2008)
- Le Dirigent (2007)
- L'homme Néanderthal (2008)
- Chauve-souris (2007)
- Le Hibou (2003)
- Pic (2005)
- Composition de plusieurs éléments avec un oiseau au-dessus qui siffle de bonheur (2005)
- Coprins (2007)
- Balou (2010)[8]
- Le Bosprotter (2000) entre l'aire d'accueil Speelberg et le bois destiné au jeu d'enfants Speelbos Everzwijnbad[9],[10]
- Le naufragé (2014) [11],[12]

En proximité de l'itinéraire de Ad :
- Nico : hommage à la victime d'un accident mortel de moto en 2009 sur la Naamsesteenweg, Nico Devroye. Le style de cette statue est abstrait pour garder la sérénité.
- Don Bosco : à Oud-Heverlee

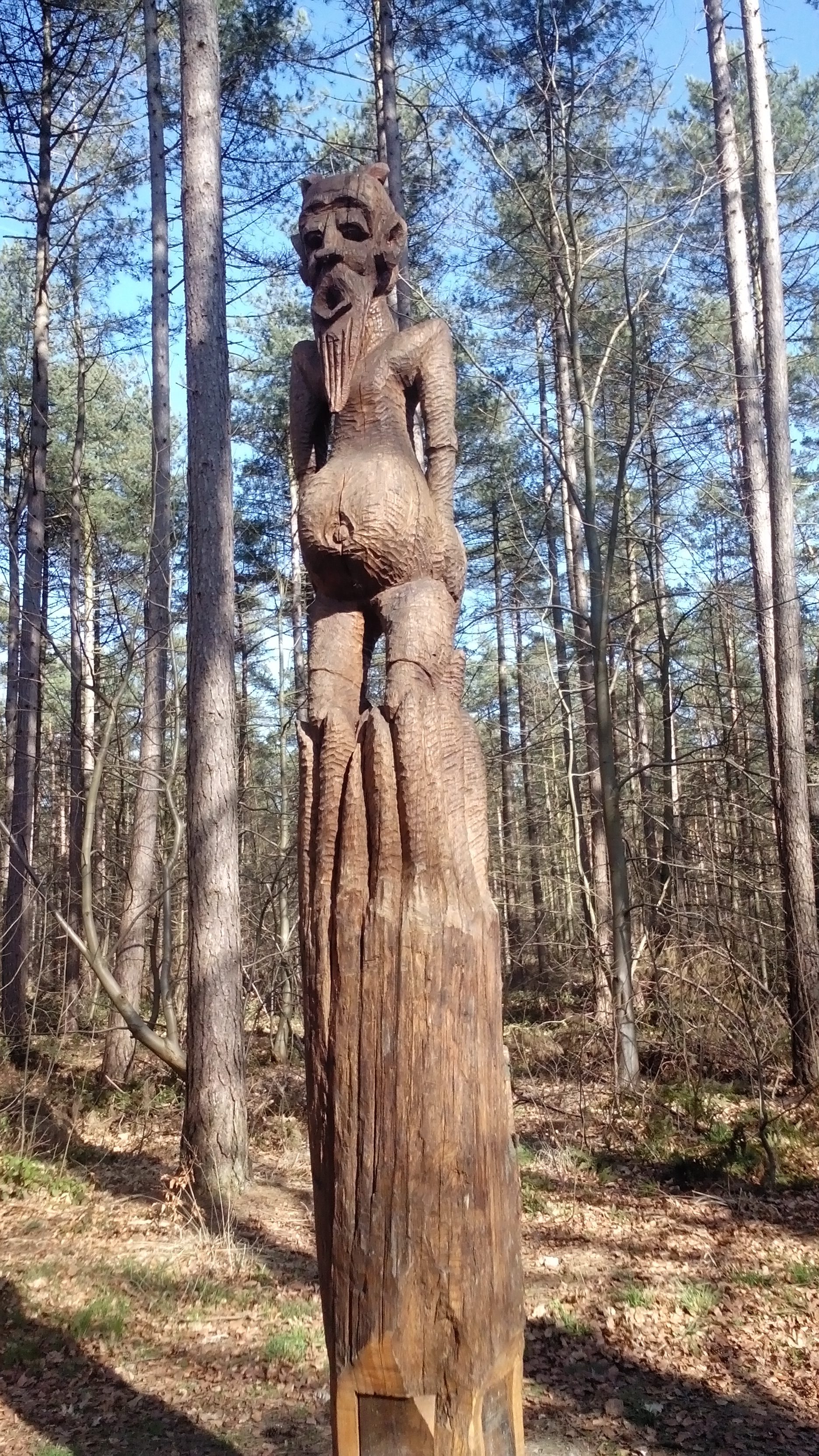
Le Bosprotter (2000)
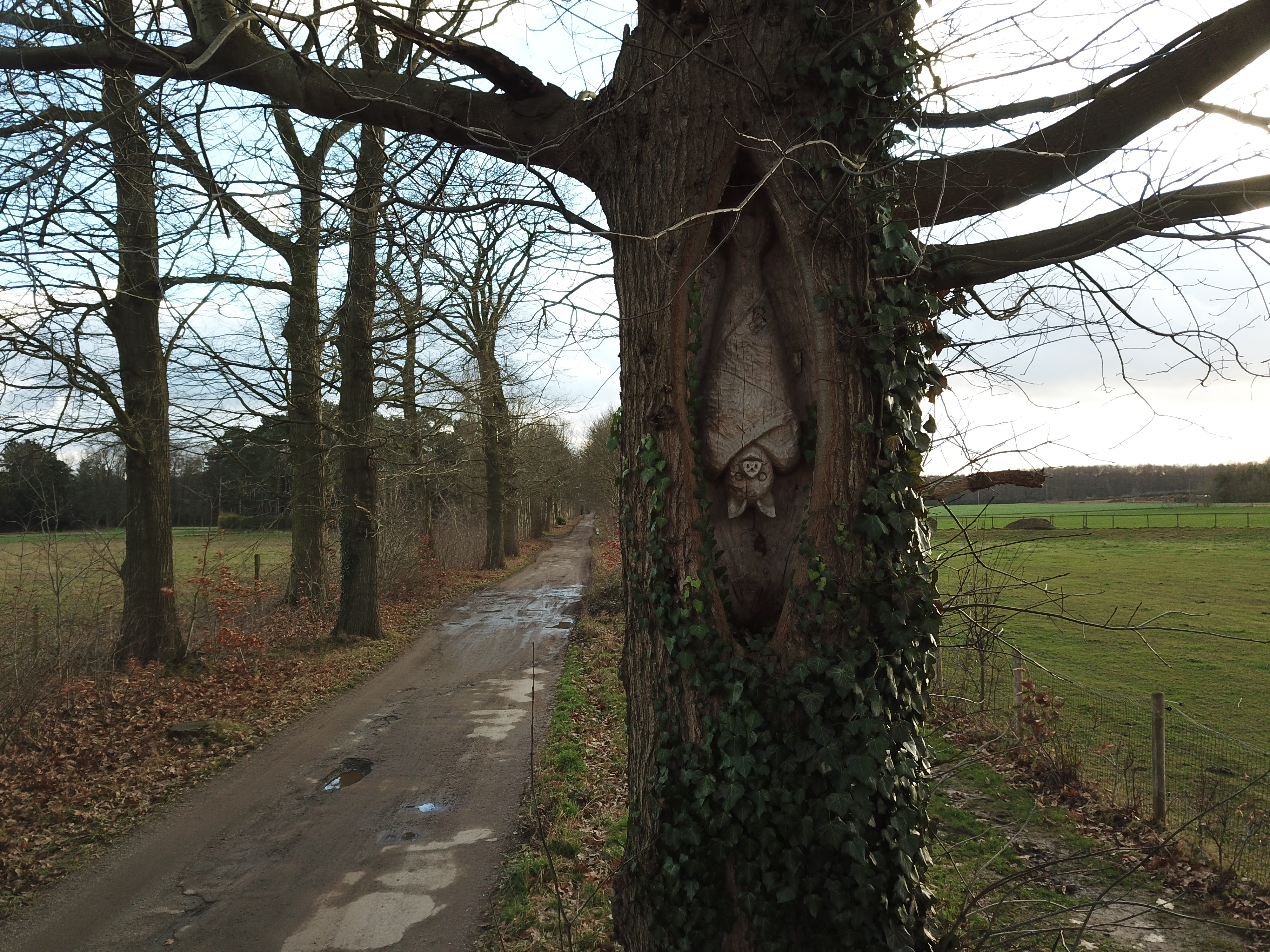
Chauve-souris (2006)
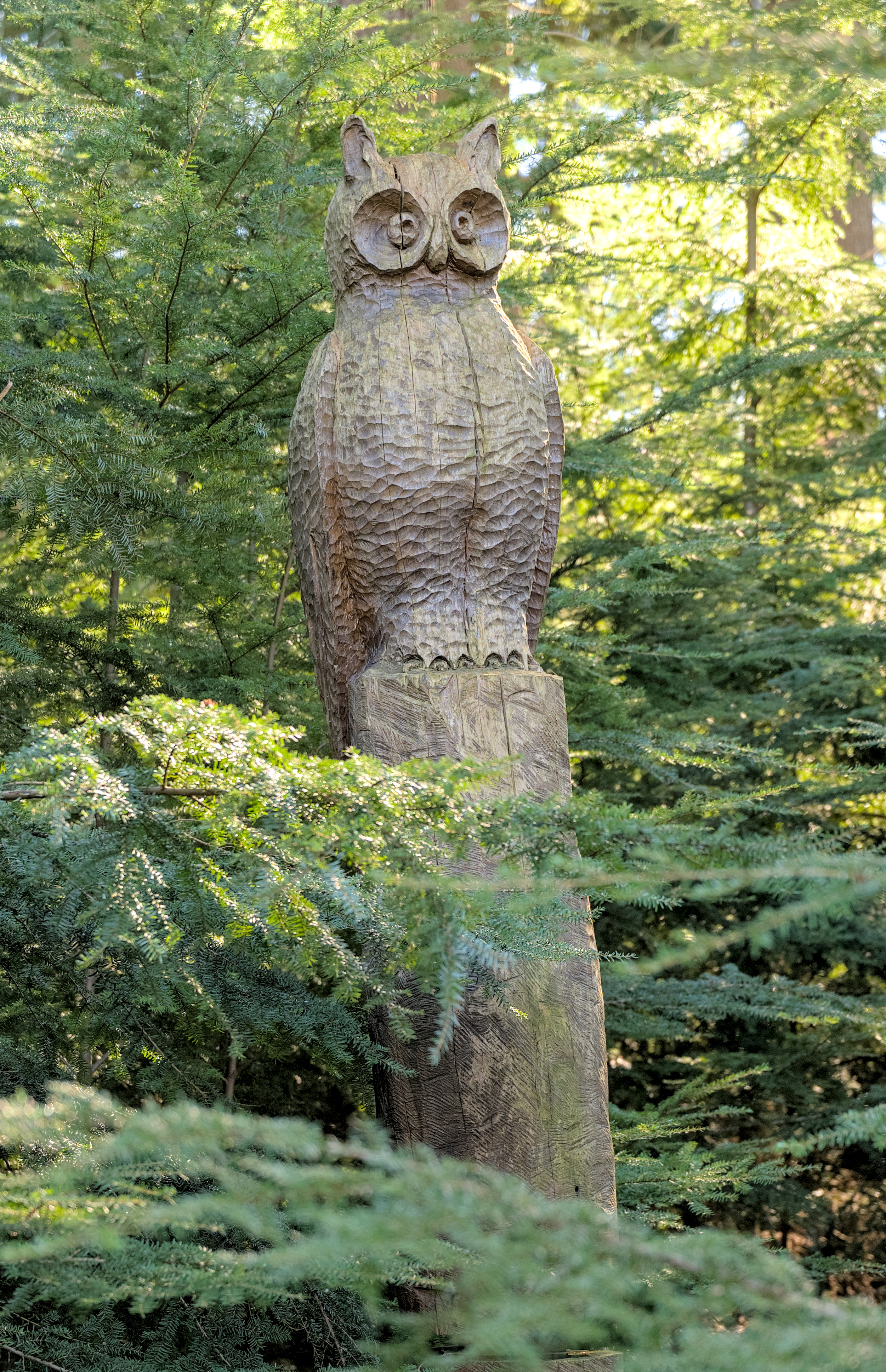
Ignatius (2008)
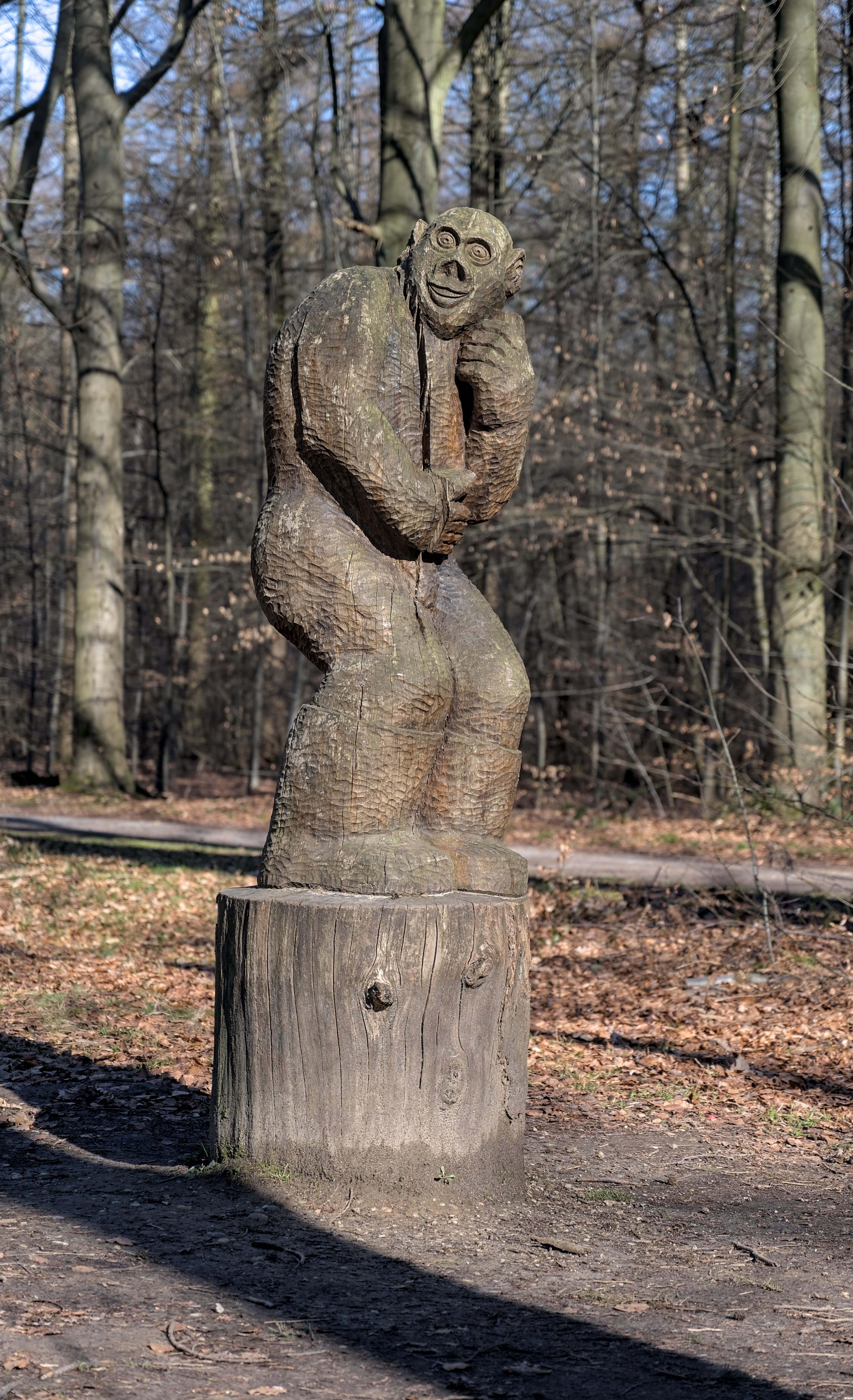
L'homme Néanderthal (2008)

## Liste d'autres œuvres exposées
- Le Pootefretter (homme qui mange une carotte, ce qui est le nom donné aux habitants de Haasrode) (1999), statuette en bronze devant l'école communale de Haasrode
- Saint-Michel (2009), statue en laiton dans l'Église Saint-Michel de Louvain
- Le Prophète (2012), sculpture en bois au Parc Saint-Donatus à Louvain
- Arum maculatum (avant 2000) sculpture en bois à l'orangerie du Jardin botanique de Leuven
- Le naufragé (2014), pièce d'art qui se situe entre les étangs du Zoet Water (Eaux-Douces) à Oud-Heverlee[13].
- Voor hen van toen (Pour eux depuis lors), Pierre pour mémoriser les volontaires du réservat naturel De Doode Bemde. La pierre avait servi pour les ponts du tramway auparavant[14],[15],[16].
- Nain (2014) se trouve dans Parkschool à Heverlee depuis le mois de mai 2014. Les enfants ont pu participer à la création[17].

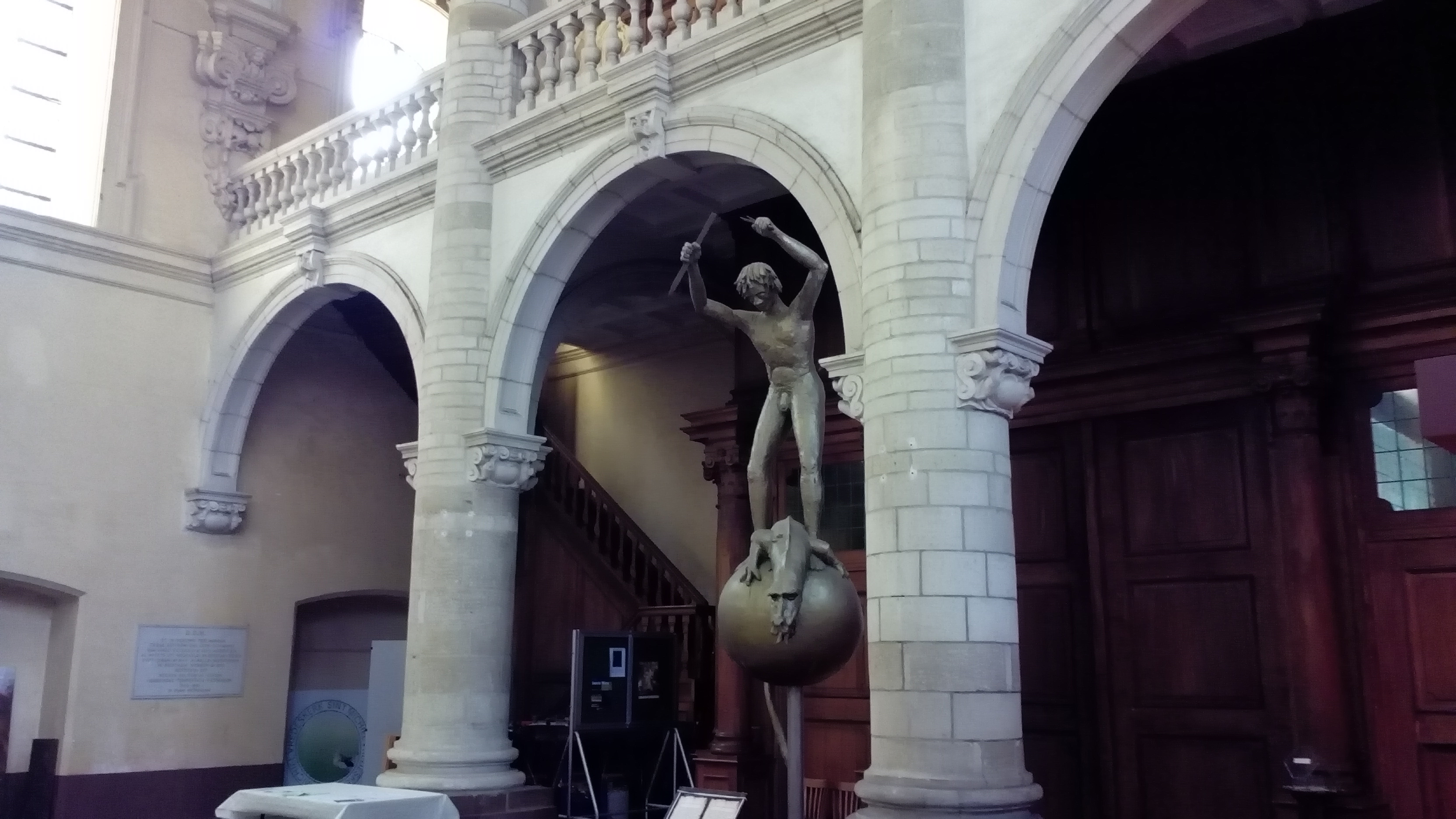
Saint-Michel
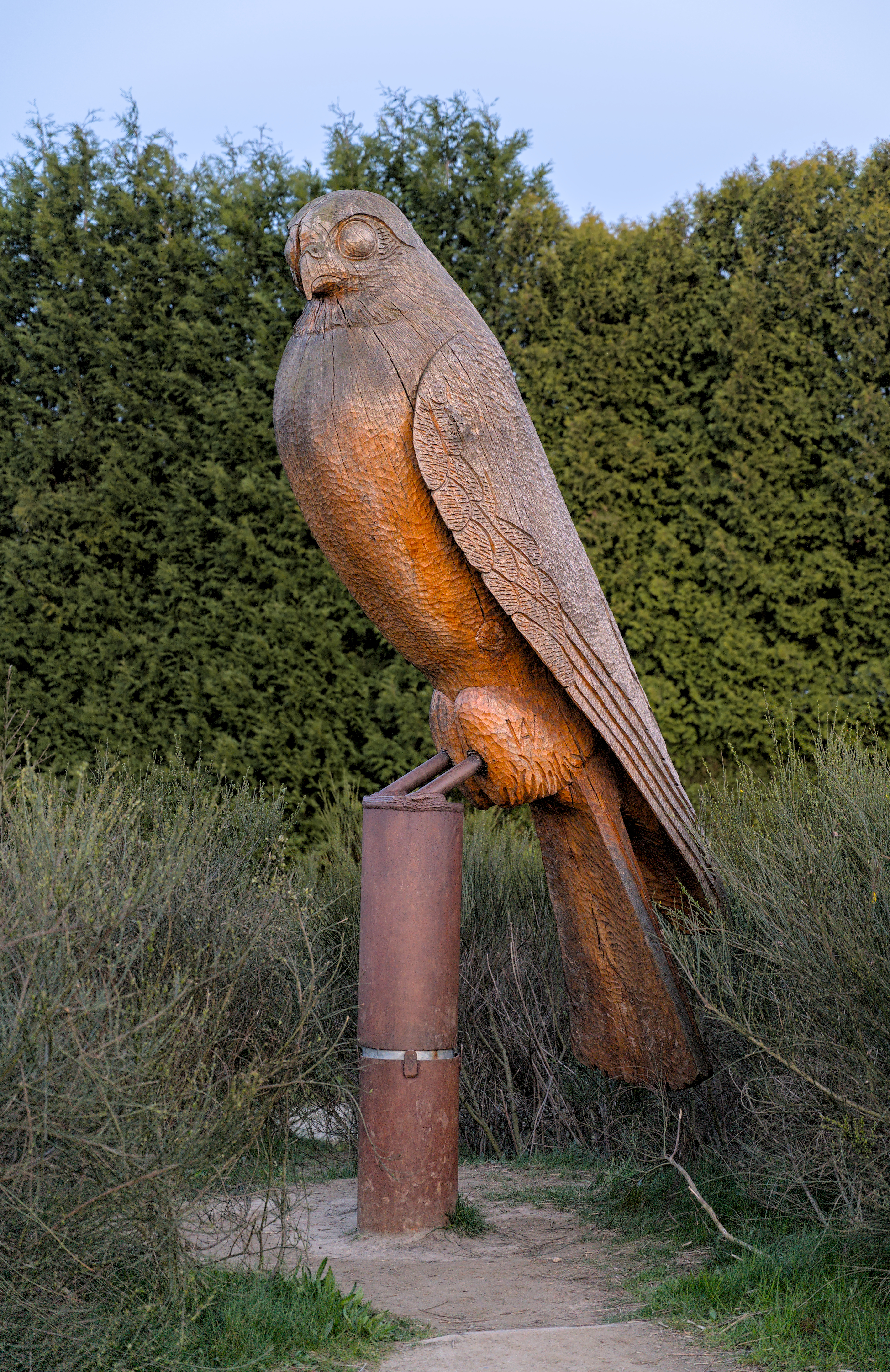
Crécerelle